# Dmítriyevskaya
Dmítriyevskaya (del ruso: Дми́триевская) es una stanitsa del raión de Kavkázskaya del krai de Krasnodar, en el sur de Rusia. Está situada a orillas del río Kalaly, afluente del río Yegorlyk, de la cuenca del Don a través del Manych, 29 km al nordeste de Kropotkin y 155 km al nordeste de Krasnodar, la capital del krai. Tenía 3 522 habitantes en 2010.
Es cabeza del municipio Dmítriyevskoye,.

## Historia
El selo Dmítriyevskoye fue fundado en 1798 o 1801 por colonos campesinos provenientes del uyezd de Biriuch de la gubernia de Vóronezh. Por ukaz del 2 de diciembre de 1832 el asentamiento era elevado al rango de stanitsa en 1833, adscribiéndose al territorio de los cosacos de la Línea del Cáucaso. Hasta 1920 perteneció al otdel de Kavkázskaya del óblast de Kubán.

## Demografía
| 2002  | 2009  |
| ----- | ----- |
| 3 368 | 3 206 |

### Composición étnica
De los 3 368 habitantes que tenía en 2002, el 95.7 % era de etnia rusa, el 1.4 % era de etnia armenia, el 1.2 % era de etnia griega, el 0.8 % era de etnia ucraniana, el 0.3 % era de etnia georgiana, el 0.1 % era de etnia bielorrusa, el 0.1 % era de etnia azerí y el 0.1 era de etnia tártara